# 雷夫龙托洛
雷夫龙托洛（義大利語：Refrontolo），是意大利威尼托大区特雷维索省的一个市镇。总面积13平方公里，人口1815人，人口密度139.6人/平方公里（2009年）。国家统计（ISTAT）代码为026065。